# 26971 Sezimovo Ústí
26971 Sezimovo Ústí là một tiểu hành tinh vành đai chính với chu kỳ quỹ đạo là 1601.3130767 ngày (4.38 năm).
Nó được phát hiện ngày 25 tháng 9 năm 1997.